# 加拿大駐美國大使館
加拿大駐美國大使館是加拿大派驻美国的外交代表機構，位于华盛顿哥伦比亚特区西北区宾夕法尼亚大道501号，介于美国国会大厦和白宫之间，国家艺术馆以北。
加拿大驻美大使馆原先位于马萨诸塞大道1746号，1927年购买。1978年购买宾夕法尼亚大道的一块空地兴建新馆，1989年5月3日揭幕。加拿大驻美大使馆是最靠近美国国会大厦的使馆，也是唯一位于国会大厦和白宫间之美國总统就职典礼路线上的大使馆。
新楼由加拿大建筑师阿瑟·埃里克森设计，使用长水平线，开阔的空间和水景，结合现代主义和新古典主义，受到宾夕法尼亚大道对面的贝聿铭的国家艺术馆的影响。

## 总领事馆

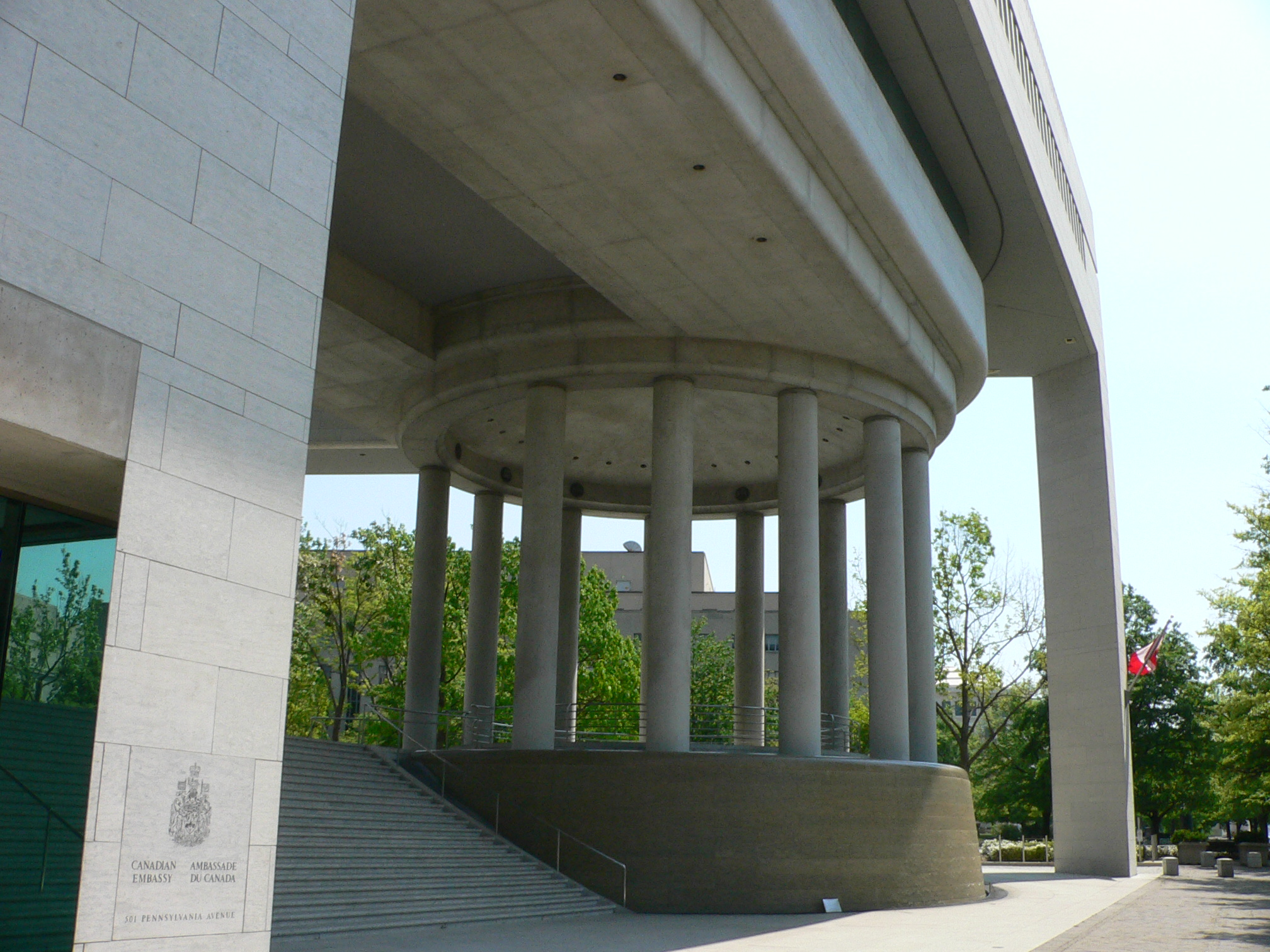
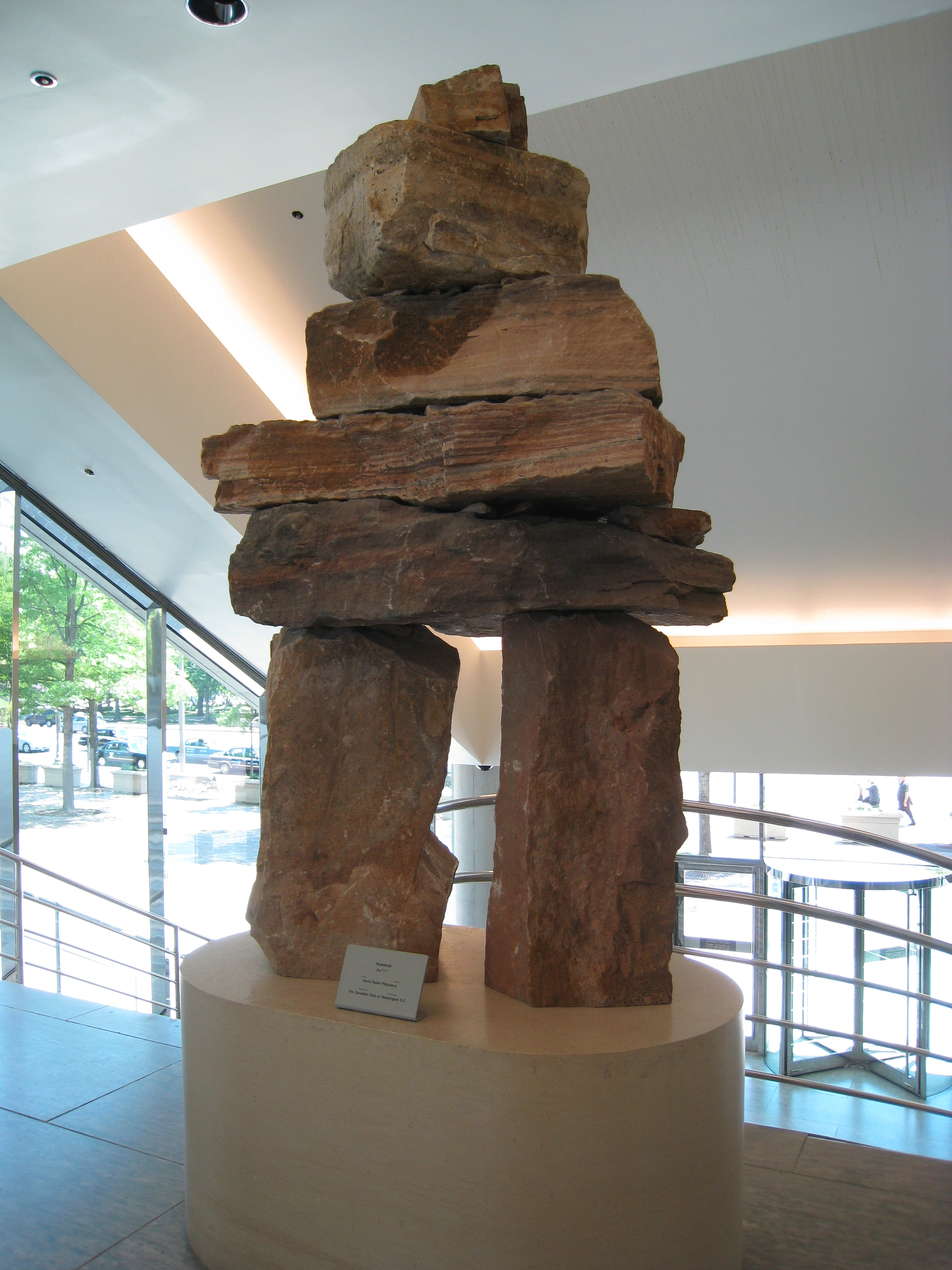
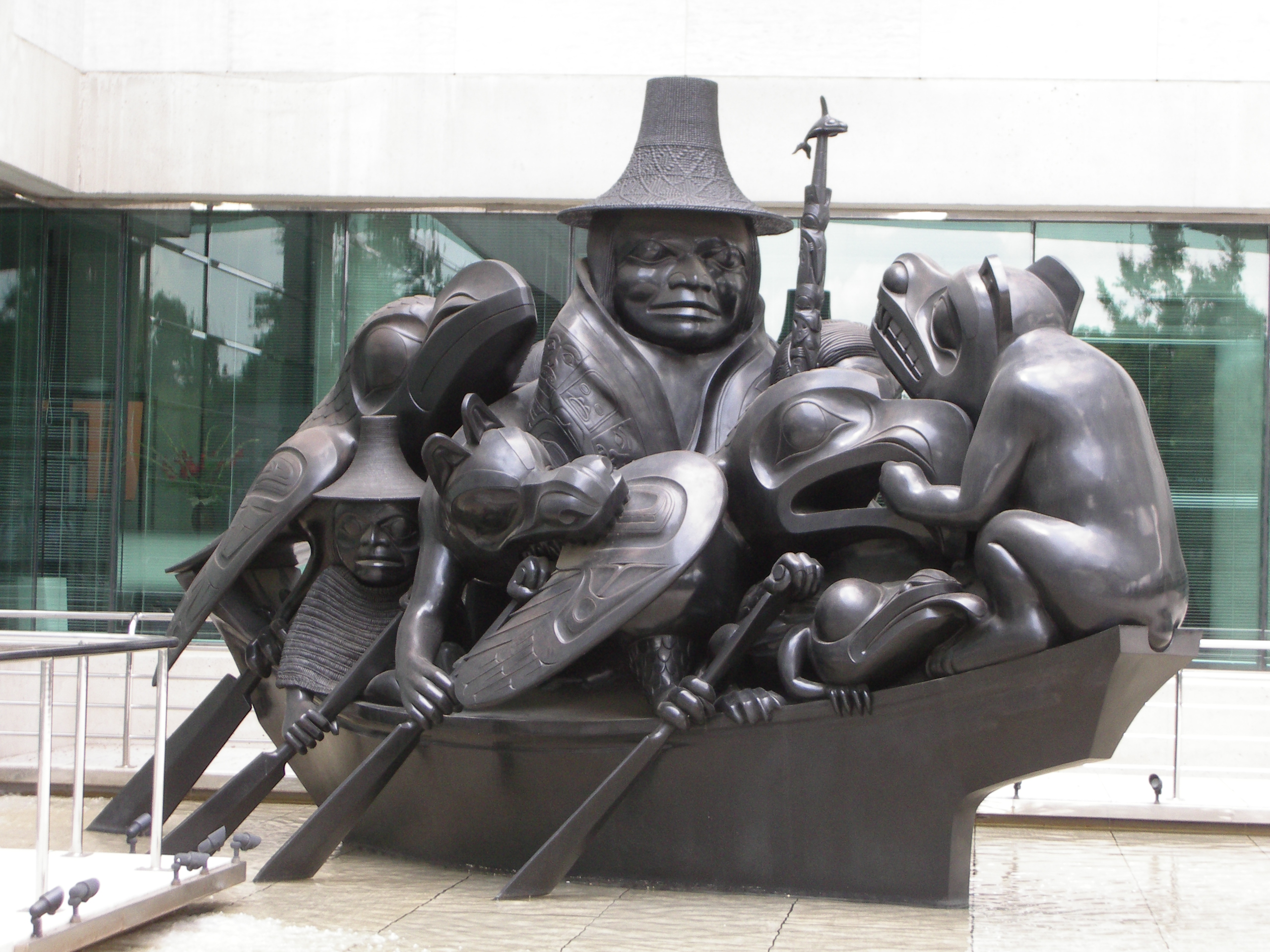
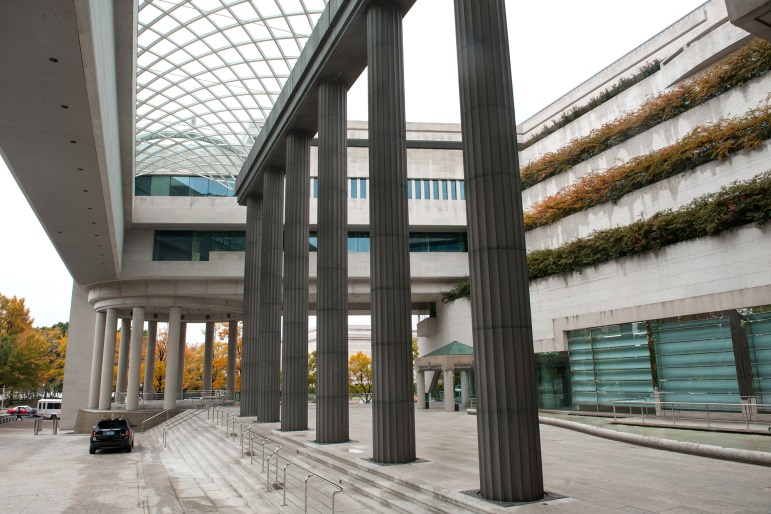

大使馆下设12个总领事馆：
1. 驻亚特兰大总领事馆
2. 驻波士顿总领事馆
3. 驻芝加哥总领事馆
4. 驻达拉斯总领事馆
5. 驻丹佛总领事馆
6. 驻底特律总领事馆
7. 驻洛杉矶总领事馆
8. 驻迈阿密总领事馆
9. 驻明尼阿波利斯总领事馆
10. 驻纽约总领事馆
11. 驻旧金山总领事馆
12. 驻西雅图总领事馆

## 外部連結
- 官方网站
- Connect2Canada.com（页面存档备份，存于）